# Evangelisk-lutherska församlingsförbundet i Finland
Evangelisk-lutherska församlingsförbundet i Finland (på finska:Suomen evankelisluterilainen seurakuntaliitto, fram till december 2012 Suomen vapaa evankelis-luterilainen seurakuntaliitto) är ett lutherskt kristet samfund i Finland. Samfundet grundades år 1928 och har fem församlingar, i Helsingfors, Karstula, S:t Mårtens, Tammerfors och Vetil. År 2014 hade samfundet 492 medlemmar.
Församlingsförbundet bekänner Bibeln som Guds ofelbara ord och binder sig till de lutherska bekännelseskrifternas lära.